# Pavetta nigricans
Pavetta nigricans är en måreväxtart som beskrevs av Friedrich Anton Wilhelm Miquel. Pavetta nigricans ingår i släktet Pavetta och familjen måreväxter.
Artens utbredningsområde är Java. Inga underarter finns listade i Catalogue of Life.